# Czesław Malec
Czesław Malec (Krzemieniec, Polonia; hoy Krémenets, Ucrania; 26 de junio de 1941 - Assevent, Francia; 18 de julio de 2018) fue un baloncestista polaco. Consiguió dos medallas en competiciones internacionales con la selección de su país.

## Muerte
Murió el 18 de julio de 2018 a los 77 años.